# Jan Olsson (labdarúgó, 1942)
Jan Olsson (Halmstad, 1942. március 30. –) svéd válogatott labdarúgó.

## Pályafutása

### A válogatottban
1967 és 1972 között 38 alkalommal szerepelt a svéd válogatottban. Részt vett az 1970-es világbajnokságon.

## Sikerei, díjai
Åtvidabergs FF
- Svéd bajnok (7): 1972, 1973
- Svéd kupa (5): 1970, 1971